# Gravina (G)
El Destructor Gravina (G) era un destructor de la Armada Española perteneciente a la Clase Churruca que participó en la guerra civil en el bando republicano.
Recibía su nombre en honor a Federico Carlos Gravina y Nápoli nacido en Palermo en 1756, marino y militar. 12º capitán general de la Real Armada Española, heroico comandante Español durante la batalla de Trafalgar, que lo llevaría a la muerte meses después de la batalla.

## Guerra Civil
Al inicio de la guerra estaba en Cartagena todavía sin terminar. 
Participó en el bloqueo del Estrecho de Gibraltar, cuando la escuadra republicana, partió hacia el norte para apoyar a las tropas allí aisladas e intentar romper el bloqueo naval que sufrían, quedó junto con el Almirante Ferrándiz en las tareas de bloquear el Estrecho. 
Antes de lo que esperaba la República, los sublevados pusieron en servicio el Crucero Canarias, que junto con el Crucero Cervera fue enviado a romper el bloqueo.
En la Batalla del cabo Espartel, el Gravina, fue atacado por el Crucero Cervera que disparó 300 veces contra él, alcanzándolo con dos impactos. La mala puntería del crucero franquista permitió al Gravina ponerse a salvo huyendo averiado, consiguiendo refugiarse en Casablanca. Más tarde volvería a Cartagena. 
El 12 de julio de 1937, junto a los destructores Lepanto, Churruca, Almirante Miranda, Almirante Valdés, y Sánchez Baircáztegui, mantuvieron un duelo artillero con el crucero Baleares, mientras los destructores, escoltaban al petrolero Campillo, en el que ambos bandos, se retiraron tras una hora de chañoneo, el Baleares, al descubrir que sus cañones, se sobrecalentaban tras 50 disparos
El 17 de septiembre de 1937, mientras escoltaba a los transportes Jaime II y JJ Sister, junto a los destructores Almirante Antequera, Sánchez Barcáiztegui y Escaño, con este último averiado por un bombardéo aéreo, se enfrentó al Canarias, que consiguió un impacto en el Barcáiztegui.
El Gravina participó en las batallas de Cherchell y del cabo de Palos.
El 5 de marzo de 1939 tras la sublevación en la ciudad, partió de Cartagena junto con el grueso de la escuadra republicana con rumbo a Bizerta (Túnez), a donde llegó el 11 de marzo.
Al día siguiente se solicitó el asilo político por parte de los tripulantes, y quedaron internados los buques bajo la custodia de unos pocos tripulantes españoles por buque. El resto de la dotación fue conducida a un campo de concentración en la localidad de Meheri Zabbens.
El 31 de marzo de 1939 llegó a Bizerta, a bordo de los transportes Mallorca y Marqués de Comillas, el personal que debería hacerse cargo de los buques internados.

## Tras la Guerra Civil
El día 2 de abril, tan sólo 24 horas después de darse oficialmente por concluida la contienda civil, los buques que lucharon por la República, se hacen a la mar con rumbo hacia el puerto de Cádiz, donde llegan a últimas horas del día 5.
El 7 de diciembre de 1957, una flota compuesta por el crucero Canarias, el crucero Méndez Núñez, y los cinco destructores  Churruca Almirante Miranda, Escaño, Gravina y José Luis Díez de la Clase Churruca se apostaron en zafarrancho de combate frente al puerto de Agadir y apuntaron con sus piezas diversos objetivos de dicho puerto.

### Buques de la clase
- ARA Cervantes
- ARA Juan de Garay
- Sánchez Barcáiztegui
- José Luis Díez
- Almirante Ferrándiz
- Lepanto
- Churruca
- Alcalá Galiano
- Almirante Valdés
- Almirante Antequera
- Almirante Miranda
- Císcar
- Escaño
- Jorge Juan
- Ulloa

### Buques similares
- Clase Scott

### Listas relacionadas
- Anexo:Destructores de España